# Susana Quiroga
Susana Quiroga (San Salvador de Jujuy, 26 de abril de 1942) es una poeta, narradora y periodista argentina, cuyas letras están entre las representativas de su provincia y del NOA.

## Breve reseña
Dirigió la página literaria del Diario Pregón de Jujuy (2001-2016) y es Miembro de Honor por Jujuy de la "Fundación Argentina para la Poesía".
Constituye una de las más representativas figuras de las letras contemporáneas del Noroeste argentino , y se inscribe en la tradición de su profesor y maestro Raúl Galán. La temática principal de su escritura es el reconocimiento a la psicología y  la lucha de las mujeres y algunos de sus poemas fueron musicalizados por Augusto Berengan. Fue miembro de la Sociedad Argentina de Escritores de Jujuy y está en la comisión directiva de la Revista del Instituto Literario y Cultural Hispánico de California.
En el año 2000 forma el movimiento literario "Ahora o Nunca Jujuy" que lleva más de 25 años de trayectoria. Bajo este sello editorial se han publicado en Jujuy ocho libros y dos antologías de diversos escritores que se suman al movimiento , denominados "Senderos de la Memoria I" y "Senderos de la Memoria II". Su objetivo es difundir la literatura jujeña, lo  que realiza a través de travesías literarias en las distintas regiones de Jujuy y provincias argentinas, y mantiene su continuidad con Tertulias que se realizan en la varias veces secular Sala de Vargas (Yala, Jujuy) con periodicidad. La otra característica del movimiento es la libertad y apertura en cuanto a que integra también a escritores o conductores de otros movimientos artísticos o literarios y además, su importante contribución a la unidad  en búsqueda de un destino común y redención de las tradiciones históricas y literarias, que tiene la creación artística del grupo .En un reportaje de "Caras y Caretas" , la Revista de la Patria, de febrero del 2025 se dan por iniciadas las bodas de plata del movimiento Ahora o Nunca Jujuy.
Fue formadora docente de Literatura Española y Didáctica de la Lengua y culminó su carrera docente ganando por concurso de antecedentes y oposición, el cargo de primera Rectora del tradicional y centenario Colegio Nacional N.º 1, “Teodoro Sánchez de Bustamante” de Jujuy.

## Premios
A lo largo de su trayectoria recibió varias distinciones.
- Segundo premio en el Certamen para poetas noveles, otorgado por la Secretaria de Cultura de la Municipalidad de San Salvador de Jujuy, 1987.
- Premio en poesía para poetas inéditos, por la publicación de “Mariposas”, de la Dirección Provincial de Cultura de Jujuy, 1988.
- Premio en “Fiesta del escritor latinoamericano en homenaje a Jorge Luis Borges”, otorgado por la fundación Givré en Buenos Aires en los años 1988, 1989 y 1990.
- Segundo Premio en cuento en el “Concurso Universidad Nacional de Jujuy” 1991.
- Faja Nacional de Honor por el libro de cuentos “Ráfagas de viento”, 1991 - ADEA,
- Premio Mejor Narradora, otorgado por Artes y Letras de San Salvador de Jujuy, 1992, Faja Nacional de Honor por “Poemas de la soledad”, en 1994 - ADEA, “Salvajes luces inquietas sombras”, poesía, Bs. As.,
- Faja Nacional de Honor - ADEA, en 1998. Su novela “Final de sitio (el río de Agustina)” mereció la Faja Nacional de Honor - SADE, Bs. As. 2004 -
- Premio Puma de Plata, de la Fundación Argentina para la Poesía, 2007, Bs. As., por su labor de difusión de las letras en diferentes medios, entre otros

## Publicaciones
Susana Quiroga publicó varias obras de narrativa y poesía. Entre ellas:
- Poemas de la soledad (1ª edición). Buenos Aires: Vinciguerra. 1994. ISBN 978-950-843-070-0.
- Salvajes luces, inquietas sombras (1ª edición). Buenos Aires: Vinciguerra. 1998. ISBN 978-950-843-307-7.
- Arcilla de mujer (1ª edición). Buenos Aires: Vinciguerra. 2000. ISBN 978-950-843-418-0.
- Final de sitio - El río de Agustina (1ª edición). Buenos Aires: Vinciguerra. 2003. ISBN 978-950-843-490-6.
- Verano intenso (1ª edición). Apóstrofe Ediciones. 2006. ISBN 978-987-23208-2-9.
- Suerte perra. 1ª reimp. 2015 (1ª edición). Buenos Aires: Vinciguerra. 2009. ISBN 978-950-843-776-1.
- Ella y él (1ª edición). Apóstrofe Ediciones. 2011. ISBN 978-987-1542-22-2.[11][12]
- Vuelve cuando la lluvia (1ª edición). Apóstrofe Ediciones. 2012. ISBN 978-987-1542-42-0.
- Cosa de mujeres (1ª edición). Apóstrofe Ediciones. 2014. ISBN 978-987-1542-61-1.
- Manos de tierra (1ª edición). Buenos Aires: Vinciguerra. 2016. ISBN 978-987-750-051-6.